# الاستفتاء الدستوري الإيراني ديسمبر 1979

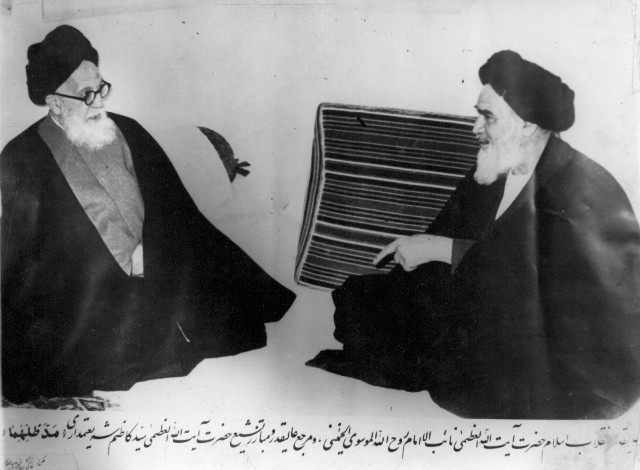

أجري استفتاء دستوري في إيران يومي 2 و3 ديسمبر 1979. وتم إقرار الدستور الإسلامي الجديد بنسبة 99.5 في المائة من أصوات الناخبين، مع إقبال 71.6 في المائة.

## الدستور الجديد
الدستور الجديد المقترح سوف يجعل إيران جمهورية إسلامية، وسيستحدث انتخابات مباشرة لرئاسة الجمهورية، وسينشئ برلمان أحادي المجلس، ويستجوب الذهاب إلى استفتاء لأي تغييرات دستورية.

## النتائج
| الخيار                  | الأصوات    | %    |
| ----------------------- | ---------- | ---- |
| مع                      | 15,680,218 | 99.5 |
| ضد                      | 78,516     | 0.5  |
| الأصوات الباطلة/الفارغة | 111        | –    |
| المجموع                 | 15,758,956 | 100  |
| المصدر: Nohlen et al.   |            |      |